# Auburn (Massachusetts)
Auburn es un pueblo ubicado en el condado de Worcester en el estado estadounidense de Massachusetts. En el Censo de 2010 tenía una población de 16.188 habitantes y una densidad poblacional de 380,81 personas por km².

## Geografía
Auburn se encuentra ubicado en las coordenadas 42°11′55″N 71°50′46″O / 42.19861, -71.84611. Según la Oficina del Censo de los Estados Unidos, Auburn tiene una superficie total de 42.51 km², de la cual 40.09 km² corresponden a tierra firme y (5.7%) 2.42 km² es agua.

## Demografía
Según el censo de 2010, había 16.188 personas residiendo en Auburn. La densidad de población era de 380,81 hab./km². De los 16.188 habitantes, Auburn estaba compuesto por el 94.92% blancos, el 1.1% eran afroamericanos, el 0.14% eran amerindios, el 1.85% eran asiáticos, el 0.02% eran isleños del Pacífico, el 0.59% eran de otras razas y el 1.38% pertenecían a dos o más razas. Del total de la población el 2.63% eran hispanos o latinos de cualquier raza.